# Estadio Las Victorias
Estadio Las Victorias – stadion piłkarski w gwatemalskim mieście Chiquimula, stolicy departamentu Chiquimula. Obiekt może pomieścić 9 500 widzów, a swoje mecze rozgrywa na nim drużyna CSD Sacachispas.
Stadion posiada dwie trybuny, z czego jedną krytą, na której znajduje się niewielka loża prasowa. Na obiekcie znajdują się cztery słupy oświetleniowe. Jest jednym z nielicznych stadionów w interiorze Gwatemali, który posiada podziemne szatnie.